# Leijontornet (restaurang)
För andra betydelser, se Leijontornet.

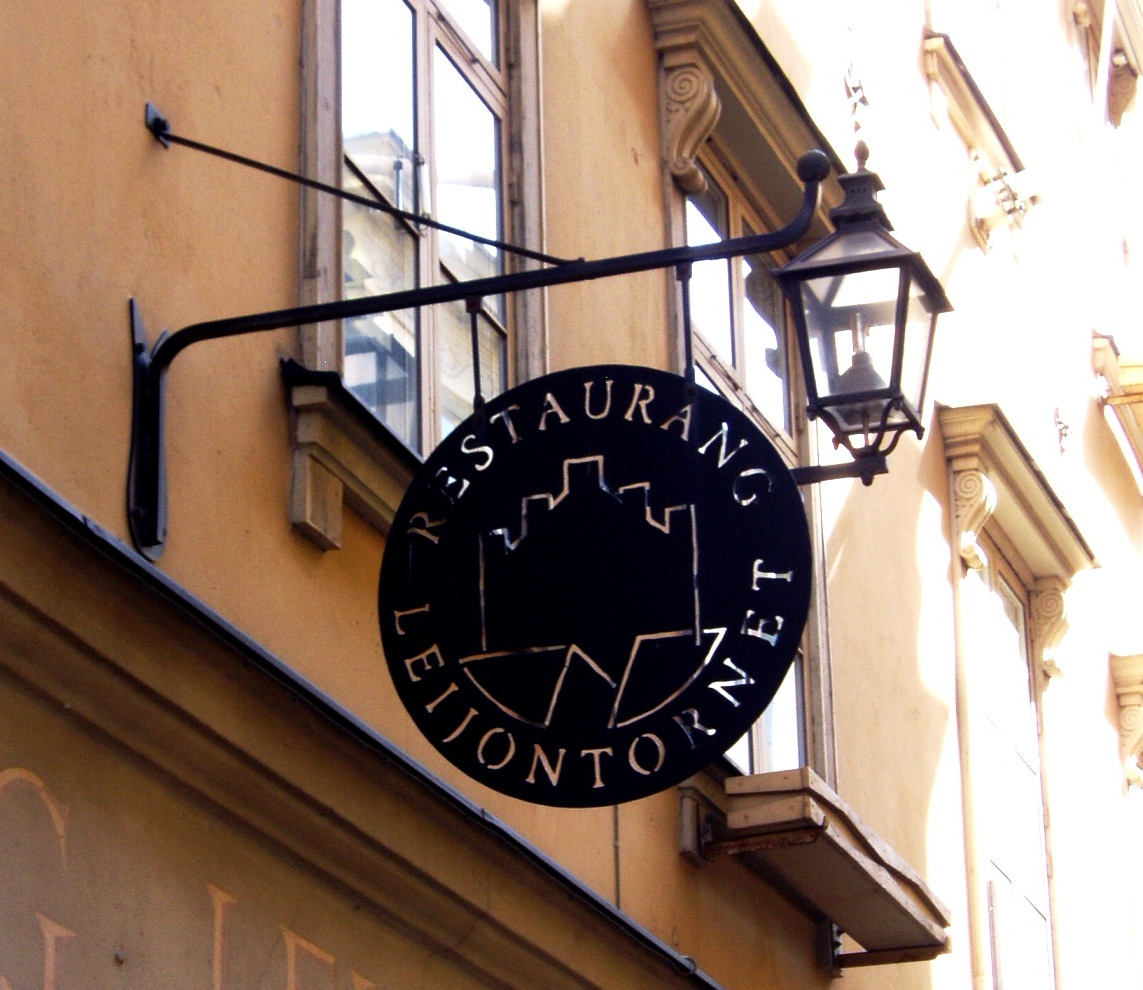
Restaurang Leijontornets flaggskylt

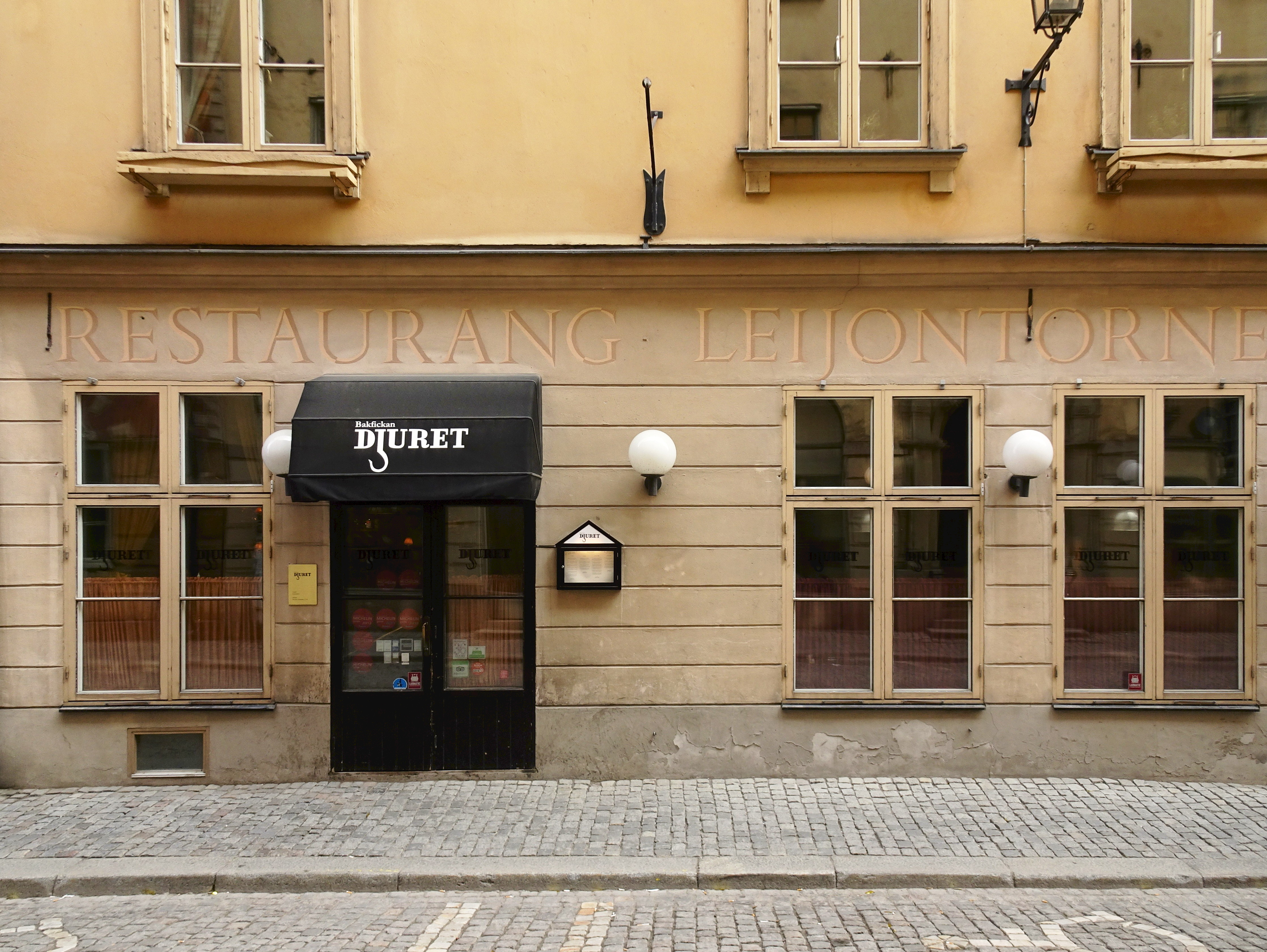
Restaurang Leijontornets gamla fasadtext

Leijontornet är en restaurang belägen på Lilla Nygatan 5 i Gamla Stan i Stockholm. 
Restaurangen öppnades 1987 som en del i familjen Bengtssons iordningställda Victory Hotel. Namnet kom från ett tidigare försvarstorn som var en del av Stockholms stadsmurar. När fastighetsägaren  i samband med ombyggnaden 1984 skulle utvidga med en vinkällare hittade Stadsmuseets arkeologer rester efter det medeltida Leijontornet.  I restaurangen, som på 1930-talet inhyste bland annat G. Anderssons potatisaffär, hittade två byggnadsarbetare 1937 under potatisaffärens golv den berömda Loheskatten. Källarmästare vid öppningen var Olle Lindberg medan Walter Traub svarade för köket. För de konceptuella idéerna och miljön ansvarade Carl-Jan Granqvist.
Leijontornet har i tre omgångar haft en stjärna i den prestigefyllda Guide Michelin: 1989 till 1992, 1996 till 1997, och senast 2008-2010
År 2007 vann restaurangen Gulddraken av Dagens Nyheter i kategorin Lyx. 
Restaurangen stängde 2010 och istället ersatte andra restaurangkoncept i lokalerna under Daniel Crespis kreativa ledning.
Den återöppnade hösten 2023 under det gamla namnet, och ägs och drivs idag fortfarande av familjen Bengtsson med Crespi som kreativ ledare.